# ووجیمیش مازور
ووجیمیش مازور (لهستانی: Włodzimierz Mazur; ۱۴ آوریل ۱۹۵۴ – ۱ دسامبر ۱۹۸۸) بازیکن فوتبال اهل لهستان بود.
از باشگاه‌هایی که در آن بازی کرده‌است می‌توان به باشگاه فوتبال رن اشاره کرد.
وی همچنین در تیم ملی فوتبال لهستان بازی کرده‌است.